# Aristotelia pullusella
Aristotelia pullusella is een vlinder uit de familie van de tastermotten (Gelechiidae). De wetenschappelijke naam van de soort is, als Gelechia pullusella, voor het eerst geldig gepubliceerd in 1874 door Chambers.